# Ян Петро Сапіга
Ян Петро Сапіга (пол. Jan Piotr Sapieha; 1569, Бихів або Могильов — 15 жовтня 1611, Москва) — русько-литовський шляхтич, військовий діяч Речі Посполитої. Представник білорусько-литовського роду Сапіг гербу Лис. Активний прибічник Лжедмитрія II. Наприкінці життя — римокатолик за віросповіданням, син київського каштеляна Павла Сапіги, православного за віросповіданням.

## Біографія
Син київського каштеляна Павла Сапіги (православний за віросповіданням) та його дружини Ганни Ходкевич. 
Навчався у Віленській академії (до 1587), Падуанському університеті. Брав участь у боях із кримськими татарами. 1600 року обраний до сейму від міста Гродно[джерело?].
Брав участь у війні Швеції з Річчю Посполитою (1600–1611), у битві під Кірхгольмом (1605 р.) командував правим флангом військ Речі Посполитої.
У серпні 1608 р. зі схвалення двоюрідного брата, великого канцлера литовського Лева Сапеги прибув у Тушинський табір Лжедмитрія II, у вересні 1608 року разом з полковником Александром Юзефом Лісовським взяв в облогу Троїце-Сергієвий монастир, 12 січня 1610 року був змушений відступити. Після розпаду Тушинського табору перебував з Лжедмитрієм II до його другого походу на Москву.
Був похований, як і заповів, поряд із батьками у православній церкві в дідичному селі Лейпунах (нині Лейпалінгіс, Литва).

### Посади, звання
Ротмістр королівський (з 1601 чи 1605), староста усвятський (з 1606).